# 라이언 카브레라
라이언 카브레라(Ryan Cabrera, 1982년 7월 18일 ~ )는 미국의 가수이다.